# Bar (Montenegro)
 For alternative betydninger, se Bar. (Se også artikler, som begynder med Bar)
Bar er en by, som ligger ved Montenegros kyst. Byen Bar har 25.000 indbyggere og kommunen Bar har 45.000 indbyggere. Havnen i Bar er den største i Montenegro.
Den gamle bydel, Stari Bar (Gamle Bar), nævnes i dokumenter fra det 9. århundrede. Ved indfaldsvejen til byen findes et oliventræ, som er mellem 2000 og 2500 år gammelt. Dette er det ældste oliventræ i verden, og det bærer stadigvæk frugt.